# Веслування на байдарках і каное на літніх Олімпійських іграх 2024
 ‎
Змагання з веслування на байдарках і каное в програмі літніх Олімпійських ігор 2024 включають в себе два види дисциплін: слалом та спринтерські гонки. Слаломні змагання пройшли з 27 липня по 5 серпня, а змагання зі спринту з 6 по 10 серпня 2024 року. Змагання відбудуться у Вер-сюр-Марн на Національному олімпійському стадіоні Іль-де-Франс.
У порівнянні з попередніми Олімпійськими іграми кількість комплектів нагород, які будуть розіграні на змаганнях залишилася незмінною. Чоловічі спринтерські запливи у каное-двійках та байдарках-двійках на дистанції 1000 метрів були замінені на аналогічні запливи на дистанції 500 метрів. Спринтерські запливи у байдарках-одиночках на дистанції 200 метрів серед чоловіків та жінок були виключені з програми змагань. Їх замінили слаломні запливи у дисципліні байдарка-крос.

## Розклад змагань
| ПЗ | Посівні запливи | З | Попередні запливи | ¼ | Чвертьфінали | ½ | Півфінали | Ф | Фінал |

| Дисципліна↓/Дата → | Сб 27 | Сб 27 | Нд 28 | Нд 28 | Пн 29 | Пн 29 | Вт 30 | Вт 30 | Ср 31 | Ср 31 | Чт 1 | Чт 1 | Сб 3 | Сб 3 | Нд 4 | Нд 4 | Пн 5 | Пн 5 | Пн 5 |
| ------------------ | ----- | ----- | ----- | ----- | ----- | ----- | ----- | ----- | ----- | ----- | ---- | ---- | ---- | ---- | ---- | ---- | ---- | ---- | ---- |
| К-1 (чоловіки)     | З     | З     |       |       | ½     | Ф     |       |       |       |       |      |      |      |      |      |      |      |      |      |
| Б-1 (чоловіки)     |       |       |       |       |       |       | З     | З     |       |       | ½    | Ф    |      |      |      |      |      |      |      |
| Б-крос (чоловіки)  |       |       |       |       |       |       |       |       |       |       |      |      | ПЗ   | ПЗ   | З    | З    | ¼    | ½    | Ф    |
| К-1 (жінки)        |       |       |       |       |       |       | З     | З     | ½     | Ф     |      |      |      |      |      |      |      |      |      |
| Б-1 (жінки)        | З     | З     | ½     | Ф     |       |       |       |       |       |       |      |      |      |      |      |      |      |      |      |
| Б-крос (жінки)     |       |       |       |       |       |       |       |       |       |       |      |      | ПЗ   | ПЗ   | З    | З    | ¼    | ½    | Ф    |

| Дисципліна↓/Дата →     | Вт 6 | Вт 6 | Ср 7 | Ср 7 | Чт 8 | Чт 8 | Пт 9 | Пт 9 | Сб 10 | Сб 10 |
| ---------------------- | ---- | ---- | ---- | ---- | ---- | ---- | ---- | ---- | ----- | ----- |
| К-1, 1000 м (чоловіки) |      |      | З    | ¼    |      |      |      |      | ½     | Ф     |
| К-2, 500 м (чоловіки)  | З    | ¼    |      |      | ½    | Ф    |      |      |       |       |
| Б-1, 1000 м (чоловіки) | З    | ¼    |      |      |      |      |      |      | ½     | Ф     |
| Б-2, 500 м (чоловіки)  |      |      | З    | ¼    |      |      | ½    | Ф    |       |       |
| Б-4, 500 м (чоловіки)  | З    | З    |      |      | ½    | Ф    |      |      |       |       |
| К-1, 200 м (жінки)     |      |      | З    | ¼    |      |      | ½    | Ф    |       |       |
| К-2, 500 м (жінки)     | З    | ¼    |      |      | ½    | Ф    |      |      |       |       |
| Б-1, 500 м (жінки)     | З    | ¼    |      |      |      |      |      |      | ½     | Ф     |
| Б-2, 500 м (жінки)     |      |      | З    | ¼    |      |      | ½    | Ф    |       |       |
| Б-4, 500 м (жінки)     | З    | З    |      |      | ½    | Ф    |      |      |       |       |

## Медалісти

### Таблиця медалей
*   Країна-господарка (Франція)
| Місце                | NOC                  | Золото | Срібло | Бронза | Загалом |
| -------------------- | -------------------- | ------ | ------ | ------ | ------- |
| 1                    | Нова Зеландія        | 4      | 0      | 0      | 4       |
| 2                    | Австралія            | 3      | 1      | 1      | 5       |
| 3                    | Німеччина            | 2      | 2      | 2      | 6       |
| 4                    | Китай                | 2      | 0      | 0      | 2       |
| 4                    | Чехія                | 2      | 0      | 0      | 2       |
| 6                    | Франція*             | 1      | 2      | 0      | 3       |
| 7                    | Італія               | 1      | 1      | 0      | 2       |
| 8                    | Канада               | 1      | 0      | 1      | 2       |
| 9                    | Угорщина             | 0      | 4      | 3      | 7       |
| 10                   | Велика Британія      | 0      | 2      | 2      | 4       |
| 11                   | США                  | 0      | 1      | 1      | 2       |
| 12                   | Бразилія             | 0      | 1      | 0      | 1       |
| 12                   | Польща               | 0      | 1      | 0      | 1       |
| 12                   | Україна              | 0      | 1      | 0      | 1       |
| 15                   | Іспанія              | 0      | 0      | 3      | 3       |
| 16                   | Данія                | 0      | 0      | 1      | 1       |
| 16                   | Куба                 | 0      | 0      | 1      | 1       |
| 16                   | Молдова              | 0      | 0      | 1      | 1       |
| 16                   | Словаччина           | 0      | 0      | 1      | 1       |
| Загалом (19 збірних) | Загалом (19 збірних) | 16     | 16     | 17     | 49      |

### Слалом
| Дисципліна                  | Золото                        | Срібло                          | Бронза                          |
| --------------------------- | ----------------------------- | ------------------------------- | ------------------------------- |
| Каное-одиночки, чоловіки    | Ніколя Гестен · Франція       | Адам Берджесс · Велика Британія | Матей Бенюш · Словаччина        |
| Каное-одиночки, жінки       | Джессіка Фокс · Австралія     | Елена Лілік · Німеччина         | Еві Лейбфарт · США              |
| Байдарки-одиночки, чоловіки | Джованні де Дженнаро · Італія | Тітуан Кастрік · Франція        | По Ечаніс · Іспанія             |
| Байдарки-одиночки, жінки    | Джессіка Фокс · Австралія     | Клаудія Зволінська · Польща     | Кімберлі Вудс · Велика Британія |
| Байдарки-крос, чоловіки     | Фінн Батчер · Нова Зеландія   | Джо Кларк · Велика Британія     | Ноа Геґґе · Німеччина           |
| Байдарки-крос, жінки        | Ноемі Фокс · Австралія        | Анжель Юґ · Франція             | Кімберлі Вудс · Велика Британія |

### Спринтерські гонки

#### Чоловіки
| Дисципліна                | Золото                                                         | Золото  | Срібло                                                                               | Срібло  | Бронза                                                                   | Бронза  |
| ------------------------- | -------------------------------------------------------------- | ------- | ------------------------------------------------------------------------------------ | ------- | ------------------------------------------------------------------------ | ------- |
| Каное-одиночки, 1000 м    | Мартін Фукса · Чехія                                           | 3:43.16 | Ісакіас Кейрос · Бразилія                                                            | 3:44.33 | Сергій Тарновський · Молдова                                             | 3:44.68 |
| Каное-двійки, 500 м       | Китай (CHN) Лю Хао Цзі Бовень                                  | 1:39.48 | Італія (ITA) Габріеле Казадеї Карло Таккіні                                          | 1:41.08 | Іспанія (ESP) Жоан Антоні Морено Дієго Домінгес                          | 1:41.18 |
| Байдарки-одиночки, 1000 м | Йозеф Достал · Чехія                                           | 3:24.07 | Адам Варга · Угорщина                                                                | 3:24.76 | Балінт Копас · Угорщина                                                  | 3:25.68 |
| Байдарки-двійки, 500 м    | Німеччина (GER) Якоб Шопф Макс Лемке                           | 1:26.87 | Угорщина (HUN) Бенце Надаш Шандор Тотка                                              | 1:27.15 | Австралія (AUS) Жан ван дер Вестгейзен Томас Ґрін                        | 1:27.29 |
| Байдарки-четвірки, 500 м  | Німеччина (GER) Макс Рендшмідт Макс Лемке Якоб Шопф Том Лібшер | 1:19.80 | Австралія (AUS) Райлі Фітцсіммонс П'єр ван дер Вестгейзен Джексон Коллінз Ноа Гавард | 1:19.84 | Іспанія (ESP) Саул Кравіотто Карлос Аревало Маркус Вальц Родріго Гермаде | 1:20.05 |

#### Жінки
| Дисципліна               | Золото                                                                   | Золото     | Срібло                                                          | Срібло  | Бронза                                                                     | Бронза  |
| ------------------------ | ------------------------------------------------------------------------ | ---------- | --------------------------------------------------------------- | ------- | -------------------------------------------------------------------------- | ------- |
| Каное-одиночки, 200 м    | Кеті Венсан · Канада                                                     | 44.12 WB   | Невін Гаррісон · США                                            | 44.13   | Яріслейдіс Сіріло · Куба                                                   | 44.36   |
| Каное-двійки, 500 м      | Китай (CHN) Сюй Шисяо Сунь Мен'я                                         | 1:52.81    | Україна (UKR) Людмила Лузан Анастасія Рибачок                   | 1:54.30 | Канада (CAN) Слоун Мак-Кензі Кеті Венсан                                   | 1:54.36 |
| Байдарки-одиночки, 500 м | Ліза Керрінгтон · Нова Зеландія                                          | 1:47.36 OB | Тамара Чіпеш · Угорщина                                         | 1:48.44 | Емма Єргенсен · Данія                                                      | 1:49.76 |
| Байдарки-двійки, 500 м   | Нова Зеландія (NZL) Ліза Керрінгтон Алісія Госкін                        | 1:37.28    | Угорщина (HUN) Тамара Чіпеш Аліда Дора Ґажо                     | 1:39.39 | Німеччина (GER) Пауліна Пашек Юле Гаке Угорщина (HUN) Ноемі Пупп Сара Фойт | 1:39.46 |
| Байдарки-четвірки, 500 м | Нова Зеландія (NZL) Ліза Керрінгтон Алісія Госкін Олівія Бретт Тара Воен | 1:32.20    | Німеччина (GER) Пауліна Пашек Юле Гаке Пауліне Яґш Сара Брюслер | 1:32.62 | Угорщина (HUN) Ноемі Пупп Сара Фойт Тамара Чіпеш Аліда Дора Ґажо           | 1:32.93 |